# Stefano Feltri
Stefano Feltri (Modena, 7 settembre 1984) è un giornalista e scrittore italiano, vicedirettore de Il Fatto Quotidiano dal 2015 al 2019, direttore di ProMarket.org dal 2019 al 2020 e di Domani dal 2020 all'aprile del 2023. Dal 2023 cura il sito Appunti, cui è abbinato un podcast ed è editorialista del giornale Milano Finanza.

## Biografia
Laureatosi alla Bocconi, comincia la carriera nella Gazzetta di Modena. Dopo alcuni stage a Radio 24 e al quotidiano Il Foglio, viene assunto da Il Riformista.
Dal 2009 lavora a Il Fatto Quotidiano, dove per cinque anni ha curato la sezione economica pubblicata abitualmente di mercoledì. Dal novembre 2011 è invitato dalla Rai a condurre per una settimana all'anno la trasmissione radiofonica Prima pagina, su Rai Radio 3. Dal 2012 al 2014 fa parte della squadra di collaboratori di Otto e mezzo di Lilli Gruber.
A febbraio 2015, dopo la nomina di Marco Travaglio a direttore, Feltri diventa vicedirettore de Il Fatto Quotidiano, carica che mantiene fino alla fine di luglio 2019. Nel marzo 2017 assieme ad altri giornalisti si è recato a Damasco al seguito di una delegazione dei 6 europarlamentari, fra cui Stefano Maullu (Forza Italia) e Fabio Massimo Castaldo (Movimento 5 Stelle) ed ha intervistato il presidente siriano Bashar al-Assad, con precise regole di ingaggio. Martino Mazzonis su Left ha criticato Il Fatto Quotidiano, Avvenire e il TG1 con l'accusa di essersi "prestati a fare da portavoce a un dittatore sanguinario". Feltri ha risposto rivendicando l'opportunità dell'intervista.
Tra la fine di maggio e l'inizio di giugno del 2019 ha partecipato all'incontro annuale del Gruppo Bilderberg.
Da agosto 2019 a giugno 2020 ha diretto il sito ProMarket.org creato dallo Stigler Center, il centro di ricerca guidato dal professor Luigi Zingales presso la University of Chicago - Booth School of Business, dove si è anche iscritto a un Master in Business Administration, completato nel 2022. Per un anno ha vissuto a Chicago, da dove ha scritto per il Fatto Quotidiano di economia e di Stati Uniti d'America. 
Da maggio 2020 è il direttore del quotidiano Domani, edito da Carlo De Benedetti, andato in stampa per la prima volta il 15 settembre dello stesso anno. Il 6 aprile 2023 viene sostituito da Emiliano Fittipaldi.
Dopo l'uscita da Domani, ha lanciato il suo progetto personale Appunti: una newsletter sulla piattaforma Substack, che offre contenuti gratuiti e per abbonati, e un podcast omonimo con interviste lunghe di approfondimento sull'attualità. Nel giro di pochi mesi, Appunti ha superato i 9.000 iscritti, dei quali 1.000 con un abbonamento a pagamento per sostenere il progetto.Da fine 2023 è editorialista del giornale Milano Finanza
Su Rai Radio 3 ha condotto da ottobre 2023 a giugno 2024 Le parole dell'economia e da ottobre 2024 commenta l'attualità con Revolution - il mondo cambia ogni giorno. Collabora, tra l'altro, con MF-Milano Finanza, Vanity Fair e Style del Corriere della Sera. Tiene una rubrica sulle pagine di economia del settimanale "Internazionale" dal titolo "Micro".
È communication advisor del think tank Institute for European Policymaking creato dall'Università Bocconi.

## Curiosità
- Nonostante la parziale omonimia, non ha alcuna parentela con i giornalisti Vittorio Feltri e Mattia Feltri, tra loro rispettivamente padre e figlio.[16]

## Opere
- Il candidato. Tutti conoscono Montezemolo, nessuno sa chi è davvero, Reggio Emilia, Aliberti, 2011, ISBN 978-88-742-4813-1.
- Il giorno in cui l'euro morì, Reggio Emilia, Aliberti, 2011, ISBN 978-88-742-4860-5.
- Fabrizio Barca, La traversata. Una nuova idea di partito e di governo, collana Serie Bianca, intervista di Stefano Feltri, Milano, Feltrinelli, 2013, ISBN 978-88-071-7270-0.
- Alessandro Barbera e Stefano Feltri, La lunga notte dell'euro. Chi comanda davvero in Europa, Milano, Rizzoli, 2014, ISBN 978-88-170-7482-7.
- La politica non serve a niente. Perché non sarà il Palazzo a salvarci, Milano, Rizzoli, 2015, ISBN 978-88-170-8192-4.
- Populismo sovrano, Collana Vele n.134, Torino, Einaudi, 2018, ISBN 978-88-062-3505-5.
- Reddito di cittadinanza. Come. Quando. Perché, introduzione di Domenico De Masi, Roma, PaperFirst, 2018, ISBN 978-88-99784-50-8.
- 7 scomode verità che nessuno vuole guardare in faccia sull'economia italiana, Milano, UTET-DeA Planeta Libri, 2019, ISBN 978-88-511-7267-1. - ed. aggiornata, 2020.
- Tornare cittadini, Collana Vele, Torino, Einaudi, 2021, ISBN 978-88-062-4711-9.
- Il partito degli influencer. Perché il potere dei social network è una sfida alla democrazia, Collana Passaggi, Torino, Einaudi, 2022, ISBN 978-88-062-5123-9.
- Inflazione. Cos'è, da dove viene e come ne usciremo, Milano, UTET, 2023, ISBN 979-12-212-0506-0.